# Narycia pygmaea
Narycia pygmaea är en fjärilsart som beskrevs av Edward Meyrick 1893. Narycia pygmaea ingår i släktet Narycia och familjen säckspinnare. Inga underarter finns listade i Catalogue of Life.